# Karnawał w Podence
Karnawał w Podence (port. Carnaval de Podence, Caretos de Podence, Entrudo dos Caretos lub Entrudo Chocalheiro) – tradycyjne uroczystości odbywające się z okazji końca zimy w położonej w północno-wschodniej części Portugalii wsi Podence, w gminie Macedo de Cavaleiros, w krainie Trás-os-Montes.
Tradycja wpisana została w 2019 roku na listę reprezentatywną niematerialnego dziedzictwa kulturowego UNESCO. Nazwa wpisu w języku angielskim to: Winter festivities, Carnival of Podence, a w portugalskim – Festas de inverno: Carnaval de Podence.

## Charakterystyka

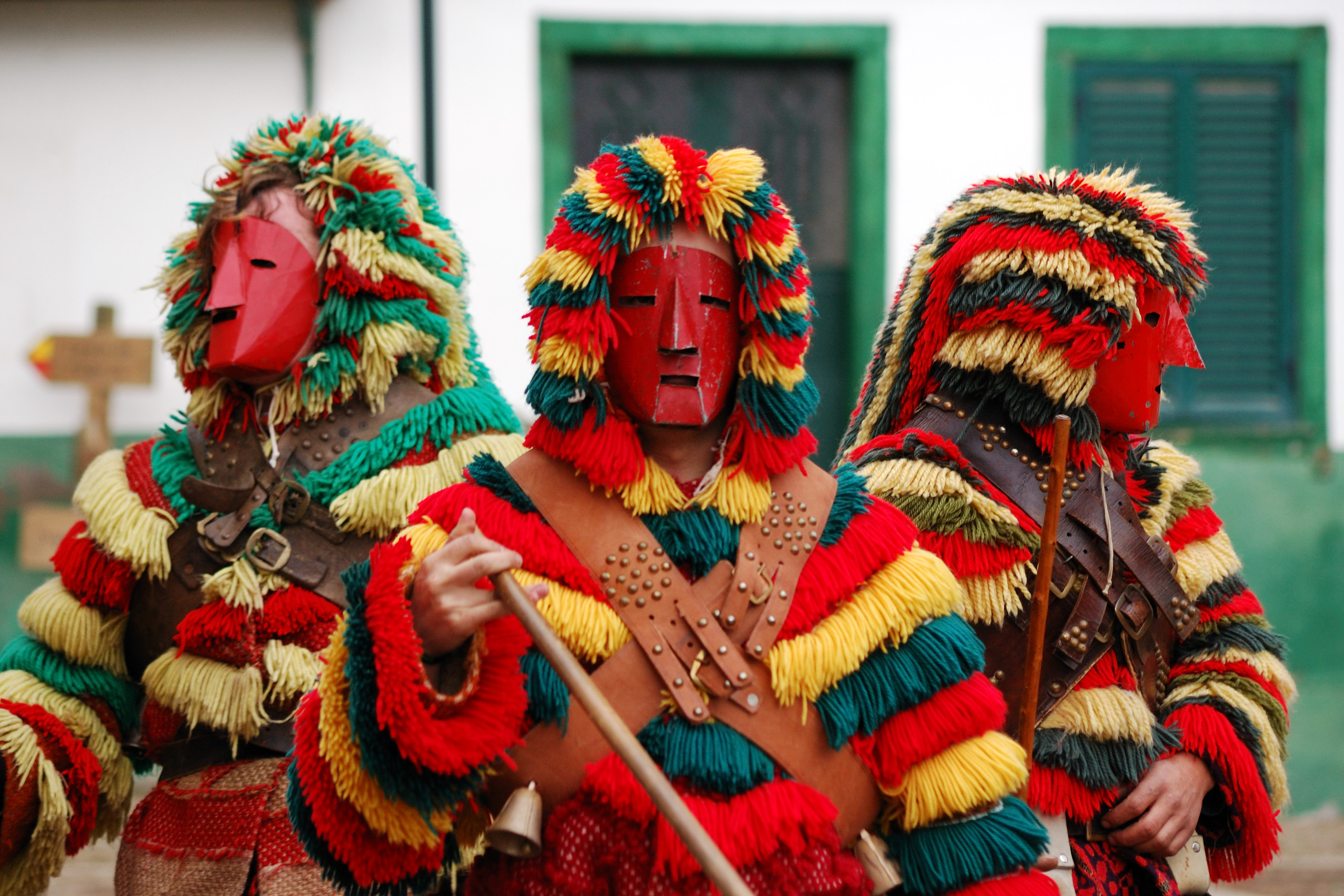
Caretos de Podence w 2008 roku

Odbywający się w Podence z okazji końca zimy i nadejścia wiosny karnawał pierwotnie funkcjonował jako męski rytuał przejścia, a obecnie, wobec współczesnej zmiany kontekstu kulturowego, biorą w nim udział również kobiety i dzieci. Świętowanie trwa trzy dni i ma miejsce na ulicach wsi oraz w domach prywatnych, gdyż jest okazją do odwiedzin rodziny, sąsiadów i znajomych.
Centralnymi postaciami uroczystości są caretos (l. poj. careto), czyli tancerze ubrani w kolorowe kostiumy pokryte w całości wełnianymi frędzlami, przepasani dwoma paskami z małymi dzwoneczkami krzyżującymi się z przodu i z tyłu oraz pasem z dzwonkami pasterskimi na plecach. Twarze caretos zakryte są blaszanymi lub skórzanych maskami, a postaci te tańczą wokół kobiet, rytmicznie poruszając biodrami, co prawdopodobnie jest nawiązaniem do pradawnych obrzędów płodności. Występy te zwane są chocalhadas.
W poniedziałkowy wieczór odbywa się przedstawienie, podczas którego grupa mężczyzn ogłasza fikcyjną listę zaręczonych par, żartując z nich ku uciesze publiczności. Z kolei we wtorek, będący ostatnim dniem karnawału, część uczestników przebiera się w tajemnicze i zamaskowane postacie matrafonas. W tym samym dniu, po południu, ma miejsce również rytuał spalenia wielkiej kukły symbolizującej zimę, po którym caretos odwiedzają swoich przyjaciół i krewnych.
Uczestnictwo w święcie jest spontaniczne, więc liczba caretos zmienia się corocznie. Niegdyś postaci te odgrywali jedynie samotni, nieżonaci mężczyźni. Współcześnie chłopcy i mężczyźni w różnym wieku, niezależnie od stanu cywilnego, a także młode dziewczęta i kobiety występują jako caretos. W karnawale udział biorą także dzieci, które przebrane są za facanitos – „uczniów” caretos.
Od 2002 roku działa stowarzyszenie Associação Grupo de Caretos de Podence, które współorganizuje święto oraz zajmuje się promocją i ochroną tej tradycji, natomiast 22 lutego 2004 roku z inicjatywy stowarzyszenia i przy wsparciu władz gminy Macedo de Cavaleiros otwarto w Podence Casa do Careto – muzeum zajmujące się dokumentacją (m.in. poprzez gromadzone fotografie i zapisy audiowizualne) rytuału na przestrzeni lat oraz prezentacją na wystawach kostiumów i innych przedmiotów związanych ze świętem.